# Raïon de Volossovo
Le raïon de Volossovo (en russe : Волосовский район, Volosovsky raion) est une subdivision administrative de l'oblast de Léningrad, dans le nord-ouest de la Russie. Son centre administratif est la ville de Volossovo.

## Géographie
Le raïon couvre une superficie de 2 730 km2.

## Population
Recensements (*) ou estimations de la population :
| 1979*  | 1989   | 2002   | 2010   |
| ------ | ------ | ------ | ------ |
| 40 309 | 46 908 | 48 128 | 49 443 |

| 2013   | 2015   | 2021   | - |
| ------ | ------ | ------ | - |
| 50 818 | 51 888 | 51 587 | - |